# Minas (Uruguay)
Minas je město v Uruguayi. Leží na jihovýchodě země a je sídlem departementu Lavalleja. Při sčítání lidu v roce 2011 mělo Minas 38 446 obyvatel. Je tak dvanáctým největším městem Uruguaye z hlediska počtu obyvatel. Město se nachází na jihu departementu Lavalleja mezi horami a potoky San Francisco a Campanero. Je vzdáleno zhruba 122 km severovýchodně od hlavního města Montevideo.
Město Minas bylo založeno v roce 1783. Jeho původní název byl Villa de la Concepcion de las Minas. Prvními osadníky byly španělské rodiny, kterým se nepodařilo úspěšně usadit v Patagonii. Již v roce 1753 měl guvernér Montevidea úmysl nechat osídlit tuto oblast. Městem se Minas formálně stal v roce 1888.